# Dragatjärnen, Dalarna
Dragatjärnen är en sjö i Orsa kommun i Dalarna och ingår i Dalälvens huvudavrinningsområde. Sjön har en area på 0,0568 kvadratkilometer och ligger 341,3 meter över havet. Vid provfiske har abborre, gädda och mört fångats i sjön.

## Delavrinningsområde
Dragatjärnen ingår i det delavrinningsområde (678637-143424) som SMHI kallar för Mynnar i Unnan. Medelhöjden är 361 meter över havet och ytan är 17,7 kvadratkilometer. Det finns inga avrinningsområden uppströms utan avrinningsområdet är högsta punkten. Bjurvasseln som avvattnar avrinningsområdet har biflödesordning 4, vilket innebär att vattnet flödar genom totalt 4 vattendrag innan det når havet efter 335 kilometer. Avrinningsområdet består mestadels av skog (84 procent). Avrinningsområdet har 0,25 kvadratkilometer vattenytor vilket ger det en sjöprocent på 1,4 procent.